# سالم أحمد محمد عمر الجنيدي
سالم أحمد محمد عمر الجنيدي برلماني يمني، عضو في مجلس النواب، عضو لجنة التعليم العالي و الشباب و الرياضة بالمجلس، عن الدورة البرلمانية 2003-2009 والكتلة البرلمانية لنواب حزب المؤتمر الشعبي العام عن الدائرة الانتخابية رقم (124) بمحافظة البيضاء. من مواليد 1945، المأذن، مديرية مكيراس محافظة البيضاء، حاصل على ماجستير جغرافيا بشرية.

## فترة المجلس
باتفاق عرف باسم «إتفاق فبراير» مُددت فترة المجلس لمدة عامين، وبقيام ثورة الشباب اليمنية لم تُجرَ الانتخابات، وبحسب إتفاق المبادرة الخليجية مُددت لمدة عامين آخرين حتى 2013. ولكن نظراً للأزمة السياسية المستمرة منذ ذلك العام واندلاع الحرب القائمة منذ 2015 لم يتسنى انتخاب مجلس نواب جديد، ولا تزال الشرعية متجسدة في المجلس المنتخب عام 2003 حتى اليوم.